# Classe Surprise
La classe Surprise est une classe de canonnières de haute mer lancée par la Marine nationale française à la fin du XIXe siècle. Elle se composait de seulement trois unités :
- La Surprise, le navire de tête, lancée en 1895 et coulée en 1916 ;
- La Décidée, lancée en 1898 et rayée en 1922 ;
- La Zélée, lancée en 1899 et sabordée en 1914.